# Коча Мустафа Решид-паша
Коча Мустафа Решид-паша такође познат и као Мустафа-паша Решид (13. март 1800, Истанбул - 17. децембар 1858) је био османски државник и дипломата који је и био велики везир (главни министир) шест пута. Имао је водећу улогу у покретању, изради, и проглашењу првих од реформских едикта познатих као Танзиматске реформе ("Реорганизација").
Био је штићеник свог ујака Испартали Али-паше и касније у државника Пертев ефендије, Решид ушао у службу владе у раном узрасту и стално је напредовао, 1834. године, он постаје амбасадор у Француској. Током боравка у западној Европи студирао је француски језик и западну цивилизацију и развио је пријатељске односе са француским и британским државницима. Он је подржао прозападне реформе султана Махмуда II, који му је поставио свог министра спољних послова.
Махмудов наследник, султан Абдулмеџид I, je био одлучан да настави политику свог оца и поверио Решиду припрему нових реформских мера. Разрађен у форми хатишерифа, овај програм је проглашен 3. новембра 1839. године. Овим је гарантована равноправност свих религија. Иако нису спроведене све ове реформе, Решид је постао симбол прозападних реформи. Између 1839. и 1858. био је два пута именован за министра иностраних послова и шест пута је био велики везир.
Решидове је реформе укључују укидање трговине робљем, увођење нових кодекса комерцијалног и кривичног права, као и реформе административних прописа до крајњег непотизма и саобраћај у услугама и именовања. Био је присталица француске и енглеске политике и велики везир током избијања Кримског рата (1853 - 1856).

## Источно питање

### 1839. и 1840.
Решид-паша, који је управљао у име султана Махмуда, а по том и у име његова наследника, покуша да изведе дубље поправке. Он подиже куле светлиље и установи санитетски карантин у Цариграду. Он изради да се усвоји једнолика царинска тарифа, којом се омогући странцима трговање с Турском (дотле је роба била подложна разним таксама, према томе од којега је народа долазила). Он изради да се реши, да чиновници примају сталну, одређену плату. Хтео је ићи и даље, да се у Турској заведе владавина грађанске слободе. 2. новембра 1839. године султан сакупи у свом дворцу у Ђулани главније великодостојнике, представнике хришћанских цркава и европске дипломате и нареди да се свечано прочита хатишериф, којим је обећао општа преуређења. У том се акту говорило, да несреће Турској долазе од туд, што су напуштени стари обичаји, и да би се те несреће изгладиле, треба да се заведе ново уређење. (Влада се налазила између старих Турака, који су се држали својих навика, и Европљана, који су препоручивали измене; но она се извуче из тога положаја с помоћу једне китњасте реченице, чиј је свршетак био у противречности с почетком). Султан је обећавао личну безбедност и пореску једнакост; изјавио је да ће се укинути монополи, одузимање добара (конфисковање) и издавање пореза под закуп и додао је:
Те владалачке концесије важиће за све, ма које вере били.
Приликом једнога пријема старешина хришћанских општина Решид изјави, да су султану и муслимани и хришћани као поданици равни. То је значило толико, колико и објавити општи преврат. Стари Турци, гневни што се с неверницима поступа тако, као да су они једнаки с правовернима, стадоше сплеткарити против Рашид-паше и оборише га. Решид после опет дође на власт, али се сад одржавао на положају само чувајући се да не вређа мишљење муслимана. Један млади јерменски хришћанин, који је у љутини био примио ислам, врати се у хришћанство. Међутим, Коран каже да је сваки муслиманин, који се одрече своје вере, достојан смртне казне. Европске су владе тражиле милост за младића, али он буде погубљен. Решид је рекао европским дипломатама:
Ја знам да моја влада није баш успешна, али ја спречавам да се не влада још и горе.
За извршење истинскога преображаја било је потребно поуздано особље; међутим, муслимани су били сувише необразовани, да би могли схватити нов начин владавине. Молтке каже: „Турчин, који зна читати и писати, назива се хафиз, учен“, он додаје, да се странци не могу употребити, „јер и најбољи дар постаје сумњив, чим долази из руке каквога хришћанина“.

### 1852.
Источно се питање по ново потрже 1852. године. Руски цар Николај се никако није одрицао освајања Османскога Царства, које је он називао „болесним човеком.“ Приликом једнога путовања у Енглеску (1844), он је говорио:
У мојем кабинету има два мишљења о Турској. По једнима она је на умору, а по другима она је већ умрла. У сваком случају неће се спречити, да кроз кратко време не умре.
Године 1852. он изјави енглеском посланику, да је дошло време „да се споразумеју о погребу“, и да се он решио да заузме Цариград, не као својину него као залогу.
Турској Царевини по ново загрози опасност од поплаве руске војске. Енглеска влада реши да је силом спасе и потражи савезника. Пруски се краљ не смеде умешати, а Аустрија се ограничи само на протесте. Али Наполеон III, поставши царем, уграби ту прилику, да Француској да активнију улогу у Европи; он повуче за собом и сардинску владу, која је нарочито гледала да му угађа, и буде уговорен савез између Енглеске, Француске и Сардиније. Русија је била посела војском дунавске области, а ове три силе послаше најпре флоту, па по том и војску у Турску. Руси се повукоше готово без борбе. Али савезници хтедоше уништити цареву силу на Црном Мору и тим му одузети могућност, да по ново почиње рат: они опседоше руску оружницу на Криму, Севастопољ, заузеше је после опсаде од триста и педесет дана и уништише је.
Париски Конгрес, где су биле заступљене све велике силе, уреди ствари на Истоку (1856). Црно Море постаде неутрално и буде забрањено на њему држати ратне бродове. Дунав би проглашен за неутралан и одреди се нарочита међународна комисија, да уреди пловидбу по Дунаву. Силе се обвезаше да сачувају османску државну област. Тако су европске силе одбраниле султана од Русије. — У замену за то, оне су захтевале од њега, да изврши стварне поправке, које је био објавио, то јест да заведе правичну владавину за своје поданике хришћане. Султан издаде један свечани проглас (Хати-хумајун од 18. фебруара 1856), где у начелу постави слободу и једнакост свих пред законом: хришћани неће више плаћати порез по главама (capitatio, харач), они ће се примати у војску као и муслимани и имаће својих представника у управи. Европске силе изјавише да „констатују велику важност тога саопштења“, додавши да им оно не даје никаква права „да се мешају у односе између султана и његових поданика, нити пак у унутрашњу управу царевине.“ Оне су тражиле од турске владе обећања, да ће извршити поправке, али нису предузеле ништа да је и приморају, да се тих обећања одржи.
Влада није могла та обећања испунити, а да из основа не поремети уређење царевине. Једини је закон био муслимански верски закон, а он није штитио хришћана; у накнаду за то, хришћани су били уређени по малим општинама, свака секта за себе, и њима су управљале њихове владике, које су имале ту повластицу да управљају у исти мах и верским и световним стварима. На тај начин влада није могла завести један закон за све, а да у исти мах не повреди и муслимански закон и хришћанске повластице, Муслимани не пристајаху да слушају невернике, те се стога нису могли хришћани примати у службу; они су их и даље злостављали, а хришћани нису могли наћи правде у муслиманских судија. Хришћани пак са своје стране нису ни марили за тим да служе у турској војсци, те су волели да се откупљују од војне службе: од туд се догоди, да се порез по главама, који је био укинут, по ново поврати под видом откупне таксе (војнице).

## Босански санџак
Кад је 1848. год. дошло до немира у суседној Аустрији, односно до мађарске буне и покрета Срба и Хрвата, босански везир Тахир-паша почео је с интензивнијим радом на прикупљању босанске омладине за низам. То даде повода јаком новом устанку. Тахир-паша није устао да силом сломије устанике, него се морао с њима погађати, што очевидно није ишло у прилог јачању ауторитета царске власти.
После слома мађарске револуције и пошто је реакција завладала на целој линији решила се Порта, да и она у Босни силом уведе ред. Упутила је тамо веома способног и одлучног Омер-пашу Латаса, једног потурченог Србина из Лике, који је био почео своју кариеру у аустријској служби. Са неких 8.000 војника првенствено Анадолаца, и 34 топа дошао је он у лето 1850. у Сарајево и одмах притегао узде. Он је преместио и везирско седиште из Травника у тај град. Без много оклевања Омер-паша се упутио у Крајину. Отпор уплашених босанских бегова ту и у долини Босне био је неједнак, али упоран. Одличан војник, Омер им није дао да се приберу и повежу. Он је сломио и херцеговачког везира Али-пашу. Пашини људи покушали су на Липетама код Коњица да зауставе султанову војску, али су били разбијени. Кад је Омер стигао у Мостар свргао је старог везира и осрамоћена дао провести кроз град на магарцу, с магарећим репом у руци. Повео га је после са собом и у Крајину. Пред Бањом Луком "омакла" се једном стражару пушка, од које је смртно погођен пао последњи феудални господар Херцеговине, 1854. год. Омер-паша био је строг и непопустљив. Много бегова изгинуло је у борбама, а преко 400 послао је у тешком синџиру у Цариград. Аустријски конзул јављао је више пута, да су победе султанове војске деловале на муслиманско становништво веома болно. Оно је у души било уз своје вође и осећало је, да с њиховим поразом пада стари поредак, који им је, и поред свих недостатака, био драг, јер је био њихов. У Омер-паши гледали су старог каурина, који пролива крв правоверних без милосрђа. И мрзели су га бескрајно. Овим борбама бескомпромисни паша скршио је моћ и утицај босанског беговата и подвргао га царској вољи. Сломивши га он је, у ствари, завршио тим актом Средњи Век у Босни, пошто је у великој мери докрајчио феудалне традиције и тешко погодио његове представнике.

## Црна Гора

### Почетак турско-црногорских сукоба
Петар II Петровић Његош, владика и владар Црне Горе, умро је, још млад, 19. октобра 1854. на Цетињу, сатрвен од туберкулозе. Пред смрт одредио је као свог наследника синовца Данила, неугледно ћосаво момче, кога су због његових зеленкастих очију звали Зеком. Данило, рођен 25. маја 1826., имао је двадесет и пет година, кад је примио власт. Његов стриц припремио је био руски двор, да његов наследник не мора имати монашки, односно владичански, чин. Требало је да ту жељу изрази и народ у Црној Гори. Овом није било тешко објаснити, да је у интересу црногорске борбе за слбоду да добије световног поглавицу, јер су Турци редовно тврдили да је Црна Гора њихова област, а да су владике у њој дошле до водећег места захваљујући само свом духовном положају. Црногорски збор, по савету једног руског изасланика, примио је 1. марта 1852. предлог, да њихова држава постане наследна кнежевина и, према том, природно, и са световним поглаваром. Пре тога, Данило је енергичном личном интервенцијом осигурао на Цетињу власт за себе, коју је хтео да узме стриц му Перо, председник Сената. Сам краљ Никола Петровић описао је у мемоарима живу и мучну сцену тог објашњавања. Кад је Данило дошао у Петроград, да се представи цару Николи, кога су, с Русијом заједно, јавно оглашавали већ одавно у Црној Гори као свог покровитеља, он је ту отворено признат као кнез. По међународним уговорима Црна Гора није дотад признавана нигде ни као вазална, а камоли као независна држава; нити је, тако исто, игде било јавно признато Русији право, да буде покровитељ Црне Горе и да може утицати на мењање државне управе у тој земљи. Али се током времена створила таква пракса. Црна Гора се сматрала и оглашавала као независна од Турака, а Порта је, у XIX веку, из обзира према Русији трпела црногорско одметање, али га није признавала. Русија је, исто тако, сама узела право да посредује за Црну Гору не само на Порти, него чак и у Бечу, и то су на оба места свикли да примају, иако им није било по вољи.
Ова промена у управи Црне Горе с пристанком Русије изазвала је прилично узбуђење на више страна. У Црној Гори настало је право одушевљење, које је врло живо описао Вук Караџић као кнежев гост. То је било у толико пријатније, што су из почетка старији чланови породице Петровића били против Данила и тражили нову част за себе. Међу њима се истицао најстарији брат владичин Перо, председник црногорског сената. У Турској, међутим, није се крило незадовољство: том променом црногорско питање стављено је, како се то каже, непосредно на дневни ред. Порта је одбила да призна нову титулу, јер тим признавањем она би признала уједно и Црну Гору као посебну државу. На Порти се могло о том преговарати само под условом, ако би кнез Данило пристао, да му се нова титула сматра као турска чиновничка, у рангу мушира или тако нешто. Данило је био жустар млад човек и жељан успеха. Енергије је имао на претек. Својим Црногорцима, одмах првих дана, казао је без увијања: "Видите колишни сам мали, али ако ме не узаслушате, бићу вам већи од Ловћена". Њега је вређао турски став према Црној Гори и њему лично и решио се да им то даде осетити, иако је, по руским саветима, желео да с Турцима, бар у прво време, остане на миру.

### Рат
У Херцеговини је баш тих времена владало велико узбуђење, јер је Омер-паша, пошто је сломио беговат, почео разоружавање народа. Не само Срби, него и суседне аустријске власти слушале су још од краја 1850. год. како Турци намеравају напасти Црну Гору и коначно је покорити. Сам је Омер-паша лично говорио тако почетком 1851. год. аустријском конзулу у Босни, а иза смрти владичине поновио је то исто с уверавањем, да би за месец дана могао бити на Цетињу. Ти и такви гласови допрли су и до црногорског кнеза и до осталих главара. Он на то не остаје дужан, него са своје стране помаже незадовољнике и сузбија сваки турски утицај. У Пиперима је лично ударио на куће неких издајник, који су ушли у везе са скадарским везиром, а мало потом, у новембру 1852. год., Црногорци препадом узеше Жабљак. Иако је, по руском прекору, Данило наредио да се тај град врати односи с Турском нису могли да се поправе. Већ у децембру те године почела су права непријатељства. Турску војску, која се кретала од Херцеговине и Албаније, водио је Омер-паша. Та је војска била надмоћнија од црногорске и стегла је нову кнежевину опасно. У тој невољи нашла се као помоћница Црне Горе аустријска влада и њен двор.
Између Беча и Цариграда односи у ово време беху постали веома затегнути. Турска је била примила мађарске емигранте с Кошутом на челу, па их потом пустила на слободу. Млади аустријски цар замерио је то Порти на доста оштар начин, а његове власти дале су осетити Турцима да их не сматрају за пријатеље. Целе 1851. и 1852. год. аустријска штампа заузимала се за хришћане у Босни и Херцеговини и тражила све могуће поводе, да турски режим тамо, који је доиста био рђав, што више дискредитује пред Европом. Овом приликом Аустријанци су слали у Црну Гору новца, хране и муниције, а као повереник двора упућен је тамо Ђорђе Стратимировић, познати вођа из недавне буне у Војводини. Он је донео са собом у Црну Гору и три топа. У исто време је бечка влада наредила концентрацију једног дела своје војске на босанској граници. Али главно залагање учињено је у Цариграду. Генерал Лајнинген је тамо 31. јануара 1853., као нарочити изасланик, предао Турској ултиматум, да одмах обустави непријатељства против Црне Горе. Порта је одмах попустила добивши обавештења, да ће аустријски корак помоћи и Русија. Тако је Омер-пашина акција морала бити напуштена.

### Црногорско питање
Али је црногорско питање остало и даље отворено. Турска је стално инсистирала на том, да је Црна Гора њена покрајина. Кад се за време Кримског Рата Турска нашла као савезница западних држава Енглеске, Француске и Сардиније и кад је поправила своје односе са Аустријом она је веровала да је дошло време кад то питање може извести начисто. Турски посланик је на Париском Конгресу 14. марта 1856. дао изјаву, да његова држава сматра Црну Гору као свој саставни део, а руски је, под притиском пораза, морао да каже, како између његове државе и те земље нема никаквих дубљих веза сем узајамних симпатија. Тако је на једном међународном конгресу, који је за неколико деценија имао да среди стање у Европи, Црна Гора била оглашена за турску покрајину. Кнез Данило, природно, то није могао лако да отрпи. Он је 19. маја упутио оштар протест против турске изјаве. Видећи да је Русија побеђена и беспомоћна и да га је Аустрија напустила, а осећајући да треба за своје циљеве наћи подршке код које велике силе, Данило се обратио Наполеону III, тадашњем господару европске ситуације. Посредник му је био француски конзул у Скадру, Хијацнит Хекар. Почетком 1857. год. кнез Данило је направио са женом званичну посету Паризу и био је врло лепо примљен. Наполеон III, који је живо сарађивао са Италијанима, имао је нарочитог разумевања за националистичку идеологију тога времена и био је склон да помогне извесним народима у њиховој борби за слободу. Био је обавештен и о српским настојањима и односио се према њима са доста симпатије, иако је због мржње на Русију подржавао Турску. Кнежеве везе са Француском изазвале су велико незадовољство не само у Петрограду, него и у Бечу, где се добро знало да Кавур и Италија раде у Паризу против Дунавске Монархије. Те везе су дале повода и кнежевом стрицу Ђорђу, да отворено устане против кнеза и да га почне јавно оптуживати због његове изузетно строге и безобзирне унутрашње политике.
Кнез Данило је покушао да од Црне Горе створи праву државу и сузбије дотадашњу племенску премоћ, која је земљи давала карактер федерације племена. Стога је 1855. год. објавио нов законик за Црну Гору. Ломећи племенску својевољност и премоћ, сузбијајући недисциплинованост појединаца и братстава, Данило је хтео да ојача централну власт и да створи законске одговорности и правни поредак. Дотадашња анархија и зла искуства последњих владика утицала су на њ, да место тражења компромиса делује оштром применом силе. Био је својевољан, прек и без много такта. Али је тако радио и из уверења, да се укорењене зле навике не могу ишчупати без радикалних мера и да би Црногорци попуштање могли сматрати као слабост. Стога је у земљи изазвао против себе врло много незадовољства, и то чак и у кругу сопствене породице и најближих сарадника. У вези је с њима био и руски конзул из Дубровника. Кнежеви противници су желели и тражили од великих сила, да спрече долазак Данилов из Француске у Црну Гору.
После повратка из Париза Данило је брзо одлучио, да зада Турцима озбиљна посла и да црногорско питање покуша решити на повољан начин. Одмах је почео радити међу суседним српским племенима, да их подјари против Турака. Кад су Турци покушали да силом смире Васојевиће, кнез је, уз помоћ европских конзула, успео да их врати. Главни покрет изби у јужној Херцеговини, под вођством Луке Вукаловића из Зубаца, једног одлучног народног вође, који се истакао већ за време прошлог рата из 1852/3. год. Устанак је кренут крајем 1857. год. и убрзо је захватио широке размере. Средиште му је било у манастиру Дужима код Требиња, а акција се проширила на север све до Дробњака. Херцеговачке устанике помагале су и црногорске чете. Кнез Данило се отворено обратио великим силама са молбом, да га разграниче са Турском, односно да тим посредно признају Црну Гору као државу. "Порта", говорио је кнез Данило, "није никад склопила мира с Црном Гором, јер је била преслаба да јој га натури". Аустријска влада одбила је ту кнежеву жељу и опоменула га да не изазива Турке. За то време Порта је гомилала војску у Херцеговини, претећи Црној Гори. Покушај великих сила, да њихови конзули, с представницима Порте и Црне Горе, нађу неки споразум са устаницима, није успео. Порта није одустајала од свог захтева, да кнез пре свега призна султанову врховну власт. Кад су се преговори разбили кренула је турска војска на границу и посела Грахово. Ту је, на висоравни Граховцу, 1. маја 1858., претрпела потпун пораз. Црногорце је водио кнежев брат, војвода Мирко, који је, с херцеговачким усташама, показао чуда од јунаштва. Граховска победа иде међу најславније у прошлости Црне Горе. Она је необично дигла глас тој малој али јуначкој земљи. Грахов Лаз је постао предмет одушевљених романтичарских песама, од којих су нарочито популарне оне Ст. Каћанског и Л. Костића; о њему се писало у многим дописима и приповеткама; од њега почиње прави култ црногорства у српском друштву и омладинској књижевности.
По савету конзула Хекара кнез Данило није наставио с црногорском војском гоњење Турака; његова борба имала је да представља само чисту дефанзиву. Француска влада показала је јасан интерес за Црну Гору. Она је упутила своје ратне лађе у Груж, да спречавају нова искрцавања турске војске у Суторини или Клеку, а у исто време позвала је остале велике силе, да се одреди европска комисија за разграничење Турске и Црне Горе. Сам Наполеон III упутио је кнезу писмо, у ком га је похвалио због неизазивачког понашања после победе и у ком му је обећао своју помоћ. После ове победе обновила је своје везе са Црном Гором и Русија, а и Енглеска није била противна да се малој земљи учини извесно признање. Комисија великих сила за разграничење почела је рад у лето 1858. године.